# Château Aghinolfi
Le château Aghinolfi (en italien : Castello Aghinolfi), est un ancien château fortifié qui est situé au sud de la commune de  Montignoso, dans la province de Massa-Carrara en Toscane,.
Le nom du château indique clairement ses origines lombardes, la zone dans laquelle il se trouve appartenait autrefois à cette couronne. Il fut l'objet de luttes séculaires des communautés de Lucques et de Pise, de la seigneurie des évêques de Luni, des Malaspina et de leurs parents les marquis de Massa.

## Historique

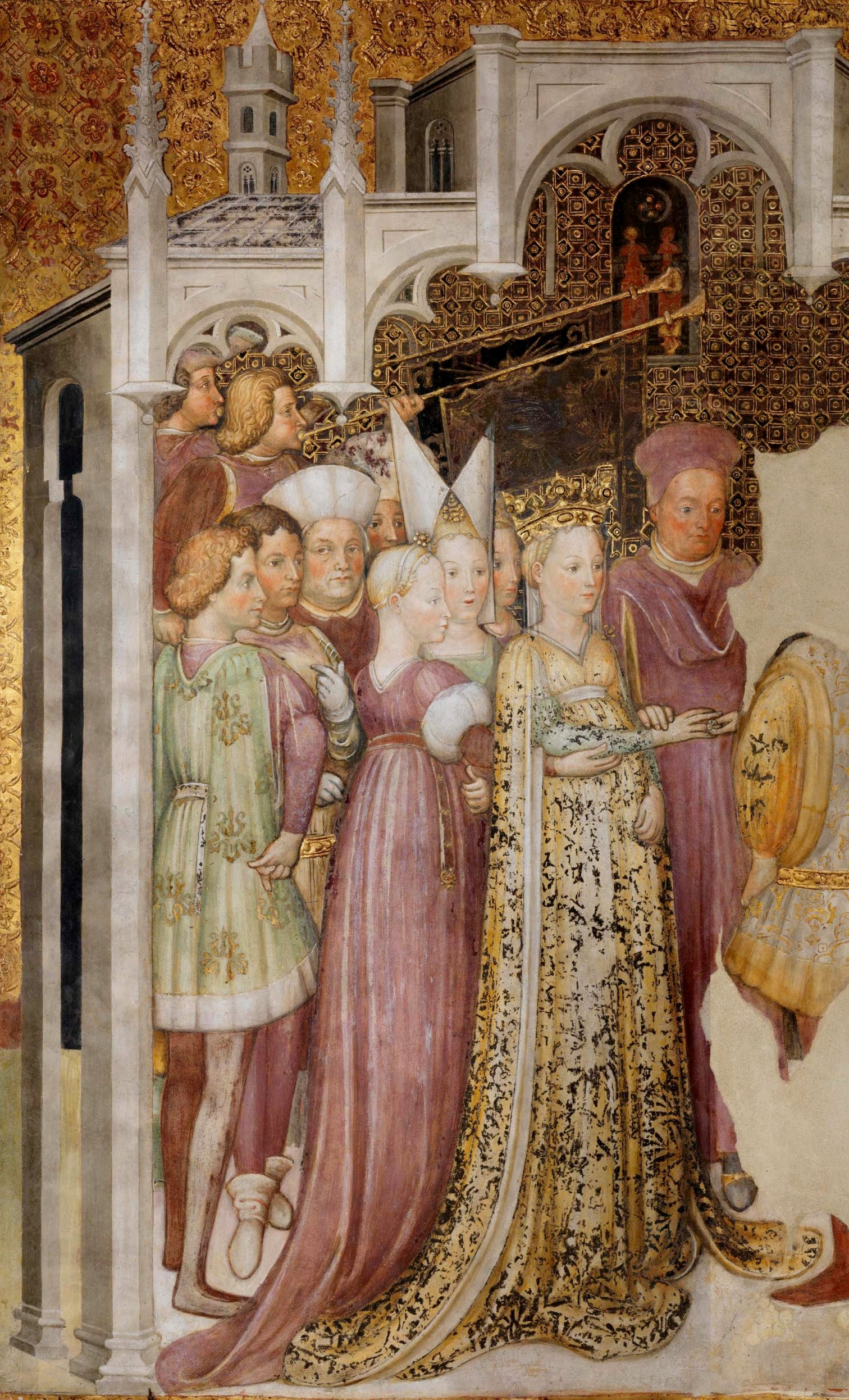
Théodelinde, reine des Lombards, marié à Agilulf, duc de Turin.

En 590, la Garfagnana fut occupée par les milices de Théodelinde de Bavière qui transformèrent le Castrum Aghinolfi en forteresse lombarde. Le château était encore une possession lombarde en 753 lorsque le roi Aistolf fit don d'un terrain dans la région à son beau-frère.
En raison de sa position stratégique sur la mer de Ligurie et le golfe de La Spezia jusqu'à Livourne, ce château a toujours joui d'une grande importance. Le château contrôlait également la Via Francigena en contrebas et constituait un refuge pour la plupart des habitants de la région et était en fait le plus important de la vallée.
À partir du XIe siècle, le château fut la propriété de diverses seigneuries féodales d'origine lombarde dont une branche des Nobili di Corvaia (it) et des Cunimondinghi jusqu'en 1376 quand, à la suite des combats entre Lucques et Pise, il passa en possession de la république de Lucques qu'il l'a renforcé militairement.
En 1494, la fortification, lorsqu'elle fut cédée à Charles VIII de France, était dominée par deux hautes tours appelées Torre San Paolino et Torre San Francesco et ses trois enceintes murales s'étendaient sur environ un hectare. Dans la première enceinte, se trouvaient 43 bâtiments utilisés comme abris par les habitants ou comme entrepôts, dans la seconde, accessible uniquement par un pont-levis, et  87 maisons tandis que dans la dernière enceinte, au sommet de la colline, trônait le château seigneurial. Ce dernier était constitué d'un grand donjon octogonal relié à une tour à base circulaire par des courtines. Dans la forteresse il y avait aussi un moulin, une grande citerne pour recueillir l'eau de pluie et un passage secret pour s'échapper en cas de danger.
Le château fut abandonné après 1799 par la république de Lucques après la révolution jacobine et les habitants de la région commencèrent à le démanteler en volant des matériaux de construction.
Un autre événement grave pour le château survenu à l'époque d'Élisa Bonaparte, princesse de Lucques et sœur de l'empereur Napoléon Bonaparte, fut la décision de construire des petits barrages à Cinquale, de 1808 à 1812, pour réhabiliter la plaine de Montignoso des marécages environnants. Pour les matériaux nécessaires aux constructions, la Princesse ordonna que les matériaux nécessaires soient prélevés dans les maisons qui se trouvaient à l'intérieur des différentes murailles du château.
Le château a également eu une grande importance pendant la Seconde Guerre mondiale, lorsque les troupes nazies s'en sont emparées et en ont fait un point fort de la ligne gothique tyrrhénienne, provoquant ainsi sa destruction presque totale à cause des bombardements alliés.
Jusqu'en 1997, le complexe est resté abandonné et a été facilement envahi par la végétation. Aujourd'hui, il a été restauré et son donjon octogonal est bien visible depuis le fond de la vallée.

## Principales phases de construction et périodes de présence
Roche naturelle
La forteresse, où se trouve le château Aghinolfi, est de nature calcaire et le sommet est caractérisé par un éperon rocheux.
Période médiévale précoce

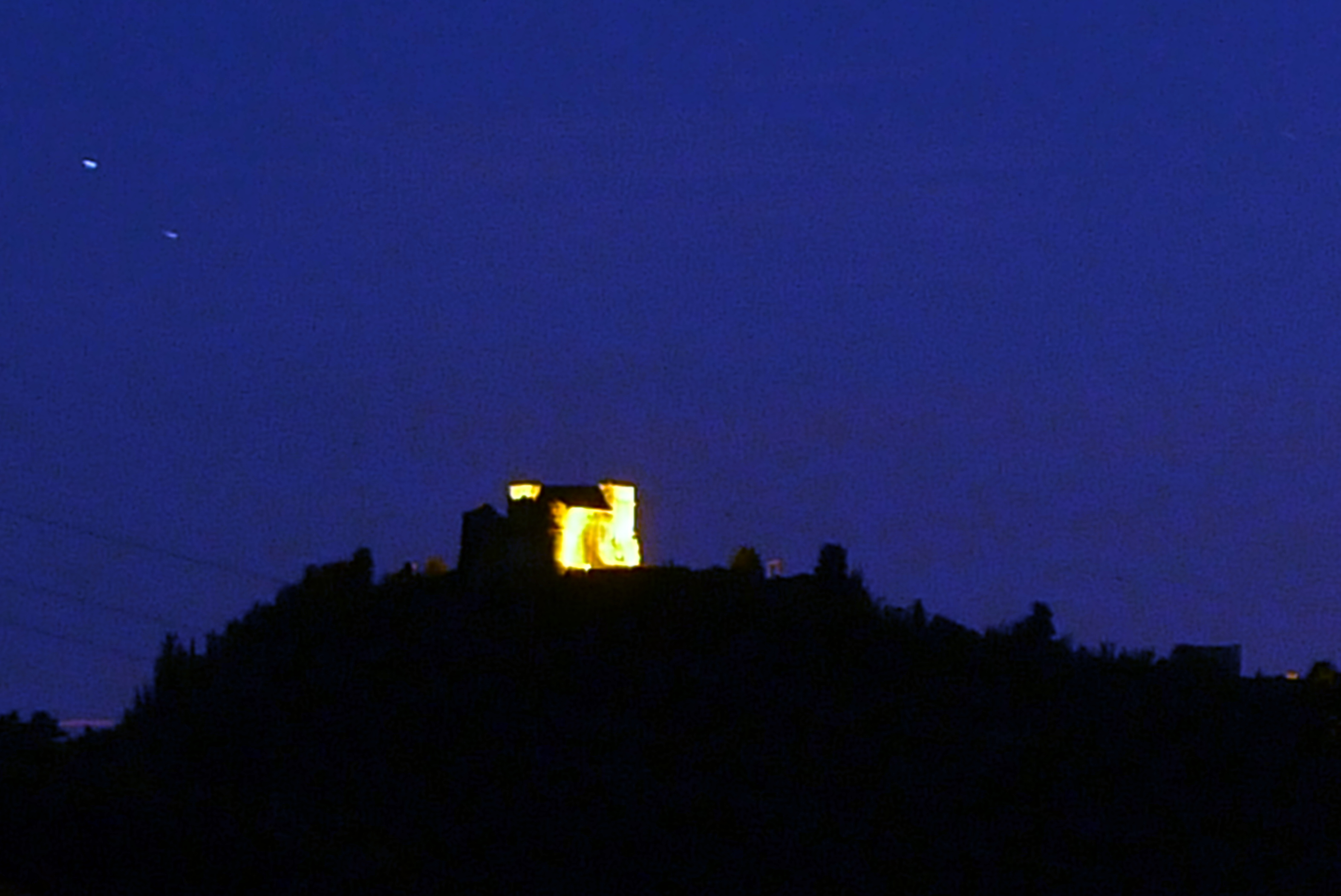
Château d'Aghinolfi - photo de nuit.

Un document du VIIIe siècle atteste l'existence, à l'époque lombarde, du château d'Aginulfo, comme importance stratégique de cette forteresse déjà utilisée par les Byzantins, pour contrôler le passage obligatoire, d'un côté vers Rome et de l'autre vers la Lunigiana, qui reliait aux terres de la au nord de l'Italie et donc avec toute l'Europe. Les recherches archéologiques mettent en évidence les vestiges d'une tour quadrangulaire primitive. L'examen au radiocarbone d'un petit fragment de charbon de bois contenu dans le mortier des murs survivants indique une chronologie entre 775 et 980 apr. J.-C.
Période médiévale
Aux XIe et XIIIe siècles, des sources écrites font état de batailles continues entre Pise et Lucques pour la possession du château. À cette époque, l'éperon rocheux, avec les restes de l'ancienne tour du début du Moyen Âge, fut incorporé dans une puissante fortification octogonale. Cependant, le bas de la tour quadrilatère continua d'être utilisé.
Période médiévale tardive
La grande tour fut ruinée lors d'une bataille menée au début du XIIIe siècle et, réduite à l'état de ruine, servit, vers la fin du XIVe siècle, comme base pour la construction d'une nouvelle tour ayant une forme particulière et flanquée d'une modeste structure couverte avec un toit en dalles de schiste.
Période Renaissance
Vraisemblablement dans la seconde moitié du XVe siècle, le petit bâtiment recouvert de dalles de schiste fut détruit et la structure octogonale réparée. 
Période post-Renaissance
Parmi les dernières interventions réalisées à l'intérieur de la structure, on trouve le rehaussement de la surface de marche avec la création d'un sol en faïence. L'ancien escalier en bois qui faisait le tour du donjon est supprimé et l'accès au donjon se fait depuis le talus.
Période moderne
Après le milieu des années 1700, le château fut complètement abandonné. Durant cette période, il y eut des démolitions de la structure, notamment l'effondrement d'une partie de la voûte annulaire du toit.
Époque contemporaine
Les troupes nazies apportèrent quelques modifications aux ruines, comme creuser une tranchée dans la plate-forme pour atteindre la fente sud. L'intervention est ensuite complétée par un revêtement provisoire de troncs de bois.
Période contemporaine (après-guerre)
Au cours des cinquante années qui suivirent, les ruines furent complètement abandonnées, même si elles continuèrent à être fréquentées par la population locale.
De 1997 à 2001, des recherches archéologiques et des restaurations ont été réalisées. Les événements historiques du complexe monumental sont exposés dans un musée à l'intérieur du donjon octogonal .

## Caractéristiques architecturales

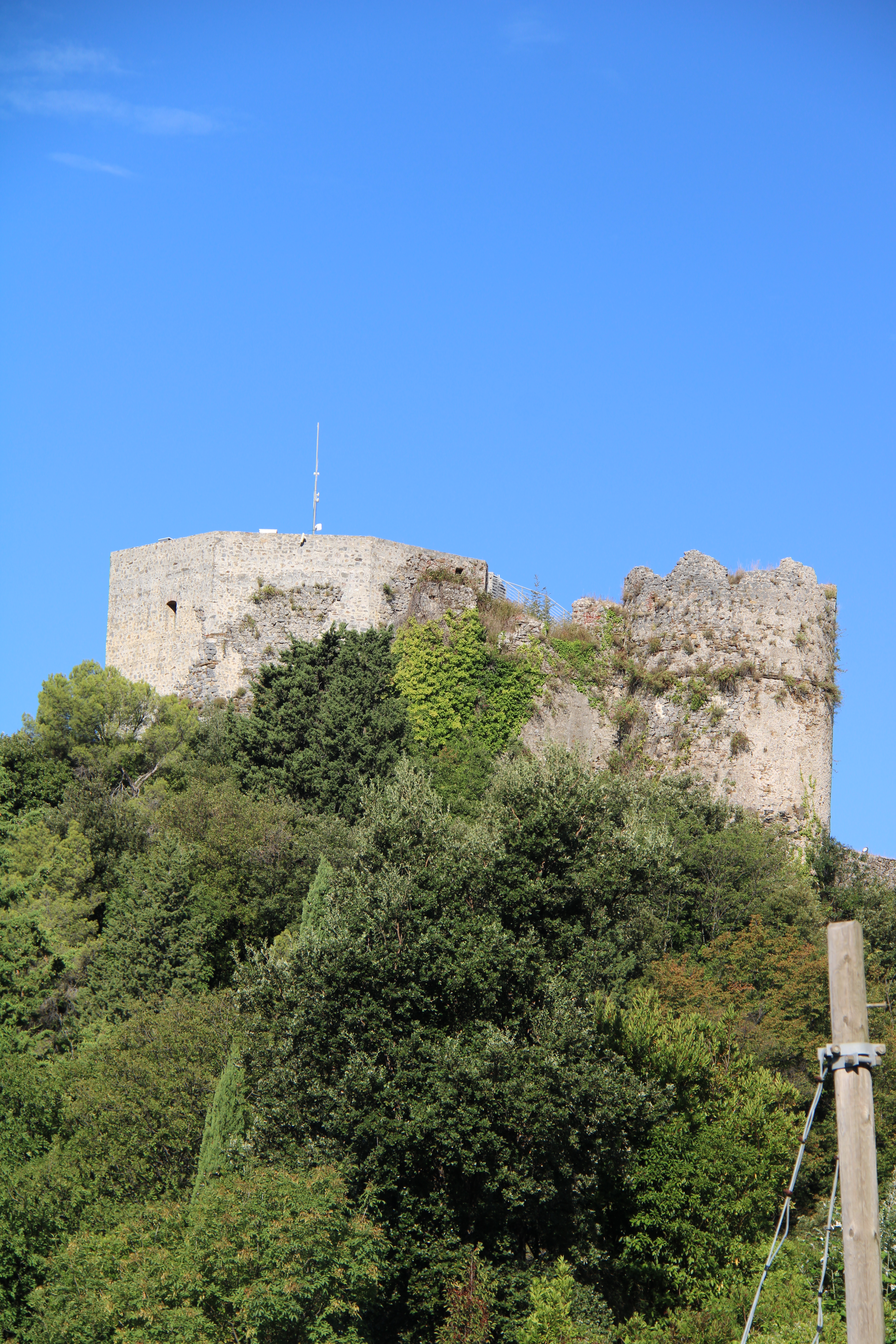
Le donjon octogonal et la tour circulaire.

Cet ensemble fortifié, se distingue par sa beauté et la précision un donjon octogonal qui se dresse sur le point culminant de la colline. La forme polygonale et le type particulier de fondation de la structure la font remonter aux premiers siècles de la fin du Moyen Âge. Il s'agit probablement de l'élément le plus ancien de l'ensemble du complexe. D'autres particularités, comme la taille des espaces intérieurs et les murs à bandes horizontales bicolores, suggèrent également une fonction résidentielle. 
Son intérieur se caractérise par la présence d'une tour circulaire qui, s'élevant bien au-dessus de sa hauteur, remplit, en plus de sa fonction structurelle, également celle de tour de guet. L'aspect architectural remonte à la fin du XVIe siècle : une grande muraille flanquée de tours enserre deux espaces situés à des niveaux différents. Dans l'espace le plus élevé se trouve la place d'armes, caractérisée par la tour octogonale et un rempart circulaire (rempart de San Paolino - XVe siècle). le mur extérieur renferme un espace plus grand occupé, selon des sources du XVIe siècle, par de nombreuses maisons, aujourd'hui presque complètement disparues.

### Curiosité
À l'intérieur, il est possible de découvrir l'histoire du château à travers une reconstitution virtuelle également accessible sur le site officiel.
Il est possible d'admirer la stratigraphie des sols anciens (y compris la base carrée d'un mirador susmentionnée) grâce à un sol en verre spécial.

## Galerie

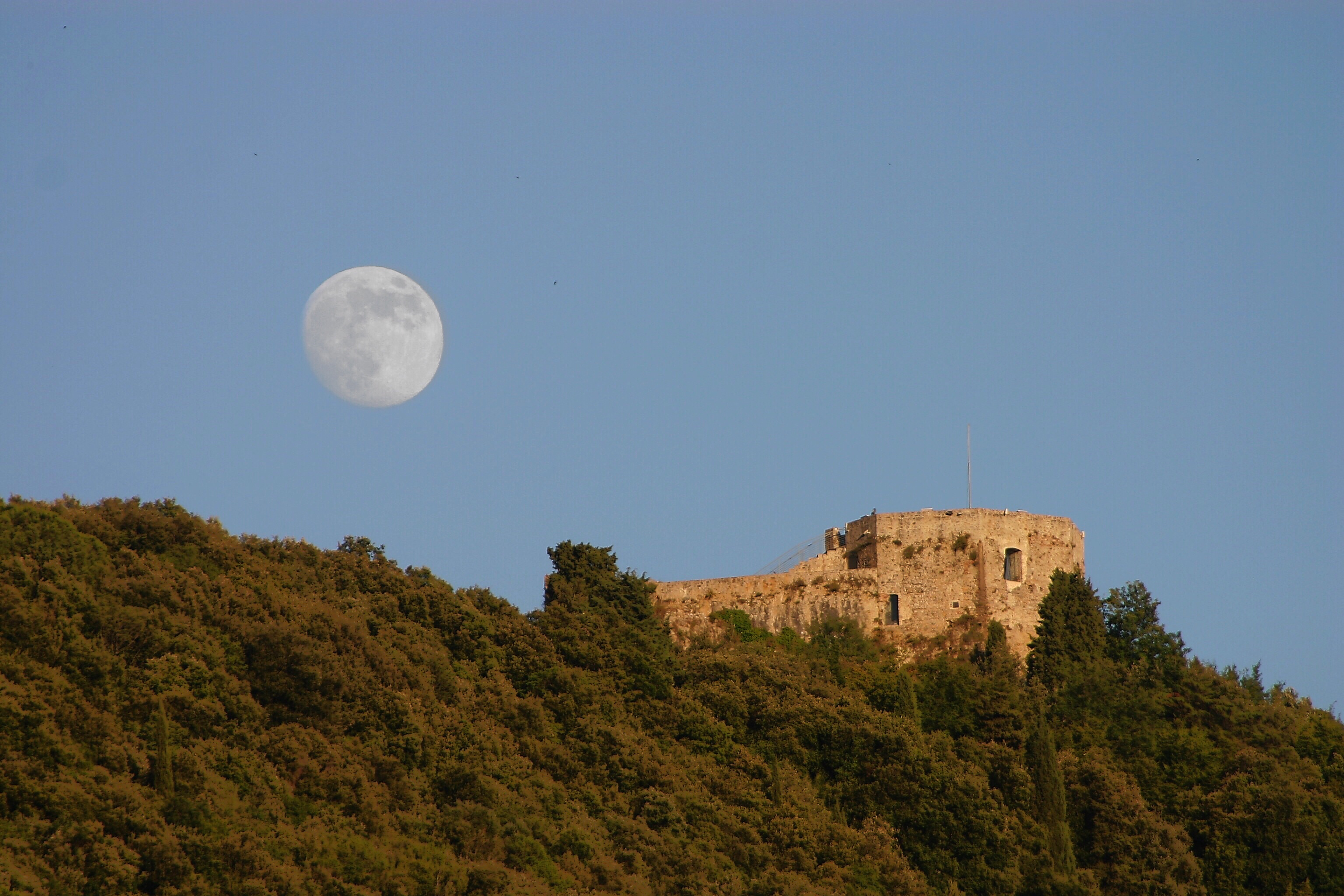